# القراءة المتواترة
القراءة المتواترة: هي كل قراءة للقرآن وافقت العربية مطلقًا، ووافقت أحد المصاحف العثمانية ولو تقديرًا، وتواتر نقلها، هذه القراءة المتواترة المقطوع بها.
فقد جُمع القرآن كله في عهد الخليفتين أبي بكر الصديق وعمر بن الخطاب، وقد أودعه عمر عند حفصة أم المؤمنين؛ ليكون مصونًا يُرجع إليه لا ليُتلى منه؛ فالتلاوة استمرَّت كما كانت في عصر النبي صلى الله عليه وسلم تُتلقَّى من أفواه الرجال مرتَّلة، كما تلقوها عن النبي صلى الله عليه وسلم؛ ليبقى القرآن محفوظًا في صدور المؤمنين بنصِّه وتلاوته.
وإن النصَّ المكتوب واحد لا تغير فيه، وهو يحتمل عدة قراءات.
والفرق بين القراءة المتواترة وغير المتواترة: أن ما تواتر منها فهو قرآن يُتْلَى ويُتعبَّد بتلاوته، وما هو غير متواتر لا يُتْلَى ولا يُتَعَبَّد بتلاوته، ولا يُسَمَّى قرآنًا، وإن جاز الاحتجاج بها في تصحيح لغة على لغة، وترجيح مذهب فقهي على آخر, بالشروط التي ذكرها الفقهاء في كتبهم.

## تعريف القراءات القرآنية
القراءات القرآنية: هي علم بكيفية أداء كلمات القرآن الكريم، واختلاف النطق بها، معزوة إلى علماء القرآن ومجوِّديه ومقرئيه، وثمة قراءات سبعة، وثلاثة، وعشرة، ومتواترة، وشاذة.

## شروط قبول القراءة
القراءة إما أن تكون متواترة، وإما أن تكون غير ذلك، فإذا كانت متواترة قبلت بلا شرط، وإن لم تكن متواترة اشترط في قبولها ثلاثة شروط:
1. أن تكون صحيحة السند.
2. موافقة للعربية ولو بوجه.
3. موافقة للمصحف العثماني ولو احتمالا.

قال الطاهر بن عاشور: «وهذه الشروط الثلاثة هي شروط قبول القراءة إذا كانت غير متواترة عن النبي صلى الله عليه وسلم بأن كانت صحيحة السند إلى النبي صلى الله عليه وسلم ولكنها لم تبلغ حد التواتر فهي بمنزلة الحديث الصحيح وأما القراءة المتواترة فهي غنية عن هذه الشروط لأن تواترها يجعلها حجة في العربية ويغنيها عن الاعتضاد بموافقة المصحف عليه».
وقال ابن الجزري:
| فكل ما وافق وجه نـحـو |  | وكـان للرسم احتمالا يحوي         |
| --------------------- |  | -------------------------------- |
| وصح إسنادا هو القرآن  |  | فــهـذه الثلاثـــــة الأركــــان |
| وحيثما يختل ركـن أثبت |  | شذوذه لو أنه في السبعة           |

## عدد القراءات المتواترة
عدد القراءات المتواترة هي سبع قراءات، وهي ما ينسب إلى الأئمة السبعة المشهورين، وهم:
1. ابن عامر الشامي (ت118هـ).
2. ابن كثير المكي (ت120هـ).
3. عاصم بن أبي النجود (ت127هـ).
4. أبو عمرو البصري (ت154هـ).
5. حمزة الزيات (ت156هـ).
6. نافع المدني (ت169هـ).
7. الكسائي (ت189هـ).

وقراءاتهم متواترة عند المسلمين، يتلقاها جيل إثر جيل حتى وقتنا الحاضر.
زاد ابن مهران وغيره ثلاث قراءات أخرى، انطبقت عليها الشروط الثلاثة السابقة، وهي قراءة أبي جعفر، وقراءة يعقوب الحضرمي، وقراءة خلف العاشر.

## الكتب المؤلفة في القراءات
1. كتاب السبعة لابن مجاهد.
2. التذكرة في القراءات الثمان لابن غلبون.
3. التيسير في القراءات السبع لأبي عمرو الداني.
4. جامع البيان لأبي عمرو الداني.
5. الكامل في القراءات العشر للهذلي.
6. المبسوط لابن مهران النيسابوري.
7. متن الشاطبية لأبي القاسم الشاطبي.
8. متن طيبة النشر لابن الجزري.
9. النشر لابن الجزري.
10. إبراز المعاني لأبي شامة المقدمة.

## قاعدة في التعارض بين القراءة المتواترة والقراءة الشاذة
قد ترد أحيانًا آية بقراءتين: إحداهما متواترة، والأخرى شاذة؛ فيختلف تفسيرها عند المفسرين بسبب ذلك؛ حيث يفسرها بعضهم معتمدًا على القراءة المتواترة، بينما ينحاز بعضهم إلى القراءة الشاذة، فيقع التعارض أو الخلاف.
وللخروج من هذا الخلاف: فإن القراءة المتواترة هي الأصل؛ لأنها قرآن مقطوع به، فلا تقوى على معارضتها قراءة شاذة.
توضيح القاعدة: التواتر أقوى طرق الإثبات؛ ولذلك فإنه يفيد اليقين والقطع، والمتواتر: هو ما رواه جمع عن جمع، تحيل العادة تواطؤهم أو اتفاقهم على الكذب.
وأما القراءة الشاذة: فهي التي اختل فيها ركن من أركان القراءة الصحيحة، وهي:
1. صحة السند.
2. موافقة اللغة العربية، ولو بوجه.
3. موافقة أحد المصاحف العثمانية، ولو احتمالًا.[8]

## مثال لتعارض القراءة المتواترة مع القراءة الشاذة
زعم المستشرق جولد زيهر: وجود التناقض بين القراءات في المعنى، واستدل على ذلك بالقراءتين المتناقضتين في أول سورة الروم، أولاهما {غُلِبَتِ الرُّومُ} [سورة الروم، الآية: 2] بالبناء للمجهول، و{سَيَغْلِبُونَ} [سورة الروم، الآية: 3] بالبناء للفاعل، والقراءة الثانية ببناء (غَلبت) للفاعل وسَيَغْلِبُونَ للمفعول، وهاتان قراءتان متعارضتان في المعنى.
ويقال في الرد عليه: إن القراءة الأولى، وهي ببناء {غُلِبَتِ} للمفعول هي القراءة المتواترة الصحيحة، أما القراءة الثانية ببناء (غَلبت) للفاعل فهي قراءة شاذة، والقراءة الشاذة لا تقوى على معارضة القراءة الصحيحة، ولا تصلح لمقابلتها، فالقراءة الشاذة ليست قرآنًا، ولا يجوز قراءتها على أنها من القرآن، أو إيهام السامع ذلك، وإنما تُروى للاحتجاج بها في الفقه واللغة أو للعلم بها؛ ولذا فلا ينبغي أن يقال: إن في هذا الموضع قراءتين، بل هي قراءة واحدة صحيحة، والقراءة الأخرى لا تصح ولا تعدّ قراءة.
وعلى فرض التسليم بصحتها فإنه يمكن الجمع بين القراءتين، بأن كلًّا منهما تتحدث عن حادثة؛ فالقراءة الأولى تتحدث عن انتصار الفرس على الروم، وتبشر بانتصار الروم على الفرس خلال بضع سنين، وأن ذلك النصر المبشَّر به سيترافق مع نصر آخر للمسلمين على المشركين، وهذا ما حصل؛ فقد تزامن انتصار الروم على الفرس مع غزوة بدر التي انتصر فيها المسلمون على المشركين.
أما القراءة الثانية فتخبر أن الروم انتصروا على سواد الشام، وتبشر المسلمين بالانتصار على الروم بعد ذلك ببضع سنين، وقد غزا المسلمون الروم في السنة التاسعة من نزول الآية، وفتحوا بعض بلادهم.
فهذا المعنى الذي أفادته هذه القراءة لا يتناقض مع المعنى الذي أفادته القراءة الأخرى؛ لأن التناقض لا يتحقق إلا إذا توارد شيئان متضادان على أمر واحد وفي زمن واحد.